# De kaperkoters
De kaperkoters is een stripverhaal uit de reeks van Suske en Wiske. Het is geschreven door een scenario- en tekenteam onder leiding van Peter Van Gucht en Luc Morjaeu. Het werd gepubliceerd in De Standaard en Het Nieuwsblad van 11 oktober 2006 tot en met 31 januari 2007. De eerste albumuitgave was op 6 december 2006.

## Locaties
Dit verhaal speelt zich af op de volgende locaties:
- Vlaanderen, Port Royal, kaperseiland in het Caraïbisch gebied en het fictieve Drakenkopeiland met suikerrietplantage.

## Personages
In dit verhaal komen de volgende personages voor:
- Suske, Wiske, tante Sidonia, Lambik, Jerom, professor Barabas, boekaniers, Hubo, kapitein Kruitdamp, Spanjaarden, Engelse marine, Skieuw (meeuw), admiraal Johnson en zijn mannen, TJ Beard en zijn mannen, Tomtom (papegaai), Shana en andere kaperkoters, Flipper en andere dolfijn, Biet, Boon, Klont (slavenopzichters van suikerrietplantage), slaven.

## Het verhaal
Bij tante Sidonia verdwijnt al het eten en de vrienden vragen Lambik en Jerom langs te komen. Ze vinden een bedankbriefje van professor Barabas en ze gaan naar het laboratorium en zien de professor op het scherm van de teletijdmachine. Suske en Wiske gaan naar de achttiende eeuw en Lambik en Jerom volgen al snel, maar professor Barabas zegt dat hij geen hulp nodig heeft. Ze ontmoeten kapers en professor Barabas legt uit dat boekaniers als kaper in dienst waren van de Engelse koning tot het verdrag van Ratisbone hen verbood nog langer te kapen. Ze begonnen een nieuw leven op een eiland in het Caraïbisch gebied en professor Barabas ontdekte dat een kind erg ziek was en zond medicijnen naar de kapers. Professor Barabas gaat nu regelmatig op vakantie naar het eiland en de vrienden blijven eten. Als hij hoort dat tante Sidonia erg bezorgd is, gaat hij naar zijn eigen tijd om haar gerust te stellen. De Britse marine komt aan en kapitein TJ Beard van The Victory vertelt dat ze een Spaans galjoen moeten aanvallen. Hij geeft een kaperbrief en wil dat de kapers de San Chorizo kapen, ze zullen als beloning een pardonbrief krijgen om de fouten uit het verleden goed te maken. De vrienden beloven te helpen en maken de Zeewolf zeewaardig. Suske en Wiske blijven achter bij de kinderen omdat de vrouwen mee aan boord gaan. Het Spaans galjoen wordt door Jerom verslagen en de zilverschat wordt overgeladen en ze gaan terug naar het eiland. De Engelsen komen terug en laten de Zeewolf kelderen, de mannen worden gevangengenomen. Ze moeten als slaven werken op de suikerrietplantage van Drakenkopeiland. Jerom wordt in slaap gebracht door een slaapmiddel en de kapitein zal vertellen dat de kapers de zilverschat gestolen hebben, maar zal die zelf houden. De kinderen vluchten een grot in en het schip schiet kanonskogels, zodat de ingang wordt verspert door rotsblokken. Jerom wordt overboord gegooid en professor Barabas drinkt een kopje thee bij tante Sidonia.
De kinderen lopen door de gangen van de grot en vinden een oud indiaans teken. De kapers leren Tomtom het woord Drakenkopeiland en sturen hem terug naar het kaperseiland. De kinderen komen in een ruimte waar Suske door een vloeistof wordt geraakt. Als hij dingen aanraakt gaan ze zweven. Suske kan de ingang vrijmaken en de kinderen zien dat hun ouders verdwenen zijn. De kinderen vinden Tomtom en horen hem spreken over Drakenkopeiland, ze willen hun ouders bevrijden en Suske haalt de gezonken Zeewolf naar boven met zijn krachten. De boot wordt gerepareerd, maar Suskes krachten nemen af. De boot wordt te water gelaten en de kinderen gaan richting Drakenkopeiland, ze zien de San Chorizo en worden aangevallen. Suske kan de kanonskogels tegenhouden en schiet ze af op de San Chorizo. Als de Spanjaarden de Zeewolf willen enteren kan Suske de mannen tegenhouden en de San Chorizo komt in een koraalrif in problemen. De kinderen varen verder. Jerom is op een klein eilandje wakker geworden en ziet een Engelse boot. Hij gaat aan boord en brengt de admiraal op de hoogte, die besluit naar Drakenkopeiland te gaan maar er is geen wind. Jerom blaast in de zeilen en de kinderen komen aan bij Drakenkopeiland. Ze zien de Victory en gaan met een sloep naar de wal en Suske kan bewakers van de haciënda met zijn krachten uitschakelen.
De kinderen bevrijden de slaven en de kapers gaan met de sloep naar hun schip, de andere slaven vluchten weg in de dichte begroeiing. De berg splijt open en een drakenkop verschijnt, het is een kanon en Suske wil met zijn krachten het schip redden. De kapitein gaat met de kinderen met de sloep het water op en Wiske gaat naar Suske. Suske kan de Victory laten zinken, maar wordt dan geraakt door een schot van TJ Beard. Een vuurbal uit de drakenkop raakt de Zeewolf, maar Suske en Wiske blijven ongedeerd. Lambik is erg blij en springt een gat in de lucht, maar ook in de boot en de kapers drijven op wrakhout in de zee. TJ Beard ziet dat Jerom aan boord is van het schip van Johnson en besluit het schip ook te laten zinken, omdat hij anders berecht zal worden. The Duke of Bristol heeft negentig kanonnen aan boord, maar Jerom laat zich op een kanonskogel naar het eiland schieten en verslaat de mannen van Beard. De drakenkop richt op de Engelse boot, maar Suske gebruikt zijn krachten en vliegt met Wiske naar de drakenkop en ze kunnen het ding vernietigen. Suskes krachten zijn verdwenen en als Beard hem wil aanvallen kan Lambik dit voorkomen, Beard en zijn mannen moeten op Drakenkopeiland in de plantages werken. Kruitdamp en zijn boekaniers worden met the Duke of Bristol naar huis gebracht en op het eiland wordt feestgevierd. Professor Barabas en tante Sidonia flitsen de vrienden terug naar hun eigen tijd en Lambik is woedend dat hij hierdoor na alle gebeurtenissen niet van het feestmaal kon genieten.

## Achtergronden bij het verhaal
Dit is een zeeroversverhaal. Eerder beleefden Suske en Wiske al avonturen met zeerovers, zoals in De kleppende klipper, De geverniste zeerovers en De regenboogprinses. Het is echter de eerste keer dat ze zelf het statuut van zeerover bekleden, waar in de vorige albums dit voornamelijk de tegenstanders betrof. 
Opvallend is dat Wiske in dit verhaal dezelfde haardracht heeft als in de Blauwe reeks: een knotje in haar nek in plaats van met een strik gebonden boven haar hoofd.
De papagaaiennaam Tomtom is een verwijzing naar het bedrijf TomTom dat navigatiesystemen produceert. Ironisch genoeg verwijst de papegaai nog naar een ander navigatiesysteem, Parrot.  Ook de spreektaal van de papegaai is consistent met een navigatiesysteem, inclusief 'indien mogelijk keren alstublieft'. 
Wanneer Tomtom spreekt over "eerste straat links" , bemerkt Lambik dat er op zee toch geen straten zijn. Kruitdamp countert dit door te verwijzen naar de Straat Magellaan.
In de strip wordt gesteld dat kapers en boekaniers eigenlijk hetzelfde zijn, waar het ene gebeurt onder gedoogbeleid van een zeevarende mogendheid, het andere onder officiële vlag en niet zelden in samenwerking met reguliere strijdkrachten. In werkelijkheid lag het verschil eerder dat kapers vooral op zee opereerden, terwijl boekaniers ook doelen aan land konden bekampen. Zelden zouden kapers aan land aanvallen, wat dan weer een verwijzing is naar het spreekwoord "kapers op de kust"; meestal wachtten ze dan tot hun doelwit weer de zee op moest om toe te slaan. 
De Victory verwijst naar het echte schip van admiraal Horatio Nelson, al hebben beide schepen niets gemeen buiten hun grootte en status als vlaggenschip. 
De San Chorizo heeft niet echt bestaan; de naam is eerder een woordspeling die zoveel betekent als "heilige Chorizo", naar de gewoonte van de Spanjaarden om zaken meestal te vernoemen 'in naam van de Kerk'. Chorizo zelf is de naam van een typisch spaanse pikante worst, de Chorizo, die vaak geserveerd wordt als onderdeel van Tapa (eten).
De Duke of Bristol ten slotte, is een volstrekt fictief schip, maar wel een verwijzing naar diverse Britse scheepsklassen van goed uitgeruste, goed bewapende en snelle lijnschepen uit die tijd. 

## Achtergronden bij de uitgaven
- De eerste publicatie vindt plaats in de dagbladen De Standaard en Het Nieuwsblad met 2 stroken per dag vanaf 12 oktober 2006. Hieraan voorafgaand is op 11 oktober de gebruikelijke aankondiging.